# Naples (Maine)
Naples es un pueblo ubicado en el condado de Cumberland en el estado estadounidense de Maine. En el Censo de 2010 tenía una población de 3.872 habitantes y una densidad poblacional de 40,14 personas por km².

## Geografía
Naples se encuentra ubicado en las coordenadas 43°58′33″N 70°38′22″O / 43.97583, -70.63944. Según la Oficina del Censo de los Estados Unidos, Naples tiene una superficie total de 96.47 km², de la cual 82.42 km² corresponden a tierra firme y (14.57%) 14.05 km² es agua.

## Demografía
Según el censo de 2010, había 3.872 personas residiendo en Naples. La densidad de población era de 40,14 hab./km². De los 3.872 habitantes, Naples estaba compuesto por el 97.37% blancos, el 0.34% eran afroamericanos, el 0.23% eran amerindios, el 0.54% eran asiáticos, el 0% eran isleños del Pacífico, el 0.15% eran de otras razas y el 1.37% pertenecían a dos o más razas. Del total de la población el 0.7% eran hispanos o latinos de cualquier raza.